# Hertz
Hertzul, în limba română scris și herț, este unitatea de măsură pentru frecvență în Sistemul Internațional. Simbolul pentru hertz este Hz. O frecvență de 1 Hz corespunde la o perioadă de repetare a unui fenomen de o secundă, 2 Hz la o jumătate de secundă, etc.
Această denumire a fost stabilită la Conferința Generală de Măsuri și Greutăți din 1960 în cinstea fizicianului german Heinrich Hertz care a avut importante contribuții în electromagnetism, cea mai cunoscută fiind descoperirea undelor radio. Până atunci se folosea unitatea de cicluri pe secundă.

## Multipli și submultipli
Tabelul de mai jos cuprinde multiplii și submultiplii hertzului. Denumirile scrise în caractere aldine arată unitățile mai des folosite.
| Multiplu | Denumire   | Simbol |  | Submultiplu | Denumire   | Simbol |
| -------- | ---------- | ------ |  | ----------- | ---------- | ------ |
| 100      | hertz      | Hz     |  |             |            |        |
| 101      | decahertz  | daHz   |  | 10–1        | decihertz  | dHz    |
| 102      | hectohertz | hHz    |  | 10–2        | centihertz | cHz    |
| 103      | kilohertz  | kHz    |  | 10–3        | milihertz  | mHz    |
| 106      | megahertz  | MHz    |  | 10–6        | microhertz | µHz    |
| 109      | gigahertz  | GHz    |  | 10–9        | nanohertz  | nHz    |
| 1012     | terahertz  | THz    |  | 10–12       | picohertz  | pHz    |
| 1015     | petahertz  | PHz    |  | 10–15       | femtohertz | fHz    |
| 1018     | exahertz   | EHz    |  | 10–18       | atohertz   | aHz    |
| 1021     | zetahertz  | ZHz    |  | 10–21       | zeptohertz | zHz    |
| 1024     | yotahertz  | YHz    |  | 10–24       | yoctohertz | yHz    |